# Mario Tosi
Mario Tosi (* 11. Mai 1935 in Rom; † 11. November 2021 in Fort Lauderdale) war ein italienisch-amerikanischer Kameramann. 

## Werdegang
Mario Tosi begann seine Karriere als Kameramann 1963 mit dem Film Eine Gelegenheit zum Leben (1963). Zu den insgesamt 35 Arbeiten von Tosi gehören Carrie – Des Satans jüngste Tochter (1976) und Der lange Tod des Stuntman Cameron (1980).
Im Jahr 2009 bekam Tosi den Preis für sein Lebenswerk beim Internationalen Filmfestival von Fort Lauderdale.

## Filmografie (Auswahl)
- 1963: Eine Gelegenheit zum Leben (A Chance to Live)
- 1967: Die teuflischen Engel (The Glory Stompers)
- 1968: Terror im Dschungel (Terror in the Jungle)
- 1972: Frösche (Frogs)
- 1973: Der Mordfall Marcus Nelson (The Marcus Nelson Murders) (Fernsehfilm)
- 1973: Mordlust (The Killing Kind)
- 1974: Der einsame Job (Report to the Commissioner)
- 1974: Reflections of Murder (Fernsehfilm)
- 1975: Friendly Persuasions
- 1975: Ins Herz des Wilden Westens (Hearts of the West)
- 1976: Richter Hortons größter Fall (Judge Horton and the Scottsboro Boys) (Fernsehfilm)
- 1976: Carrie – Des Satans jüngste Tochter (Carrie)
- 1976: Sybil (Miniserie)
- 1977: MacArthur – Held des Pazifik (MacArthur)
- 1978: Der Clan (The Betsy)
- 1979: Was, du willst nicht? (The Main Event)
- 1980: Der starke Wille (Resurrection)
- 1980: Der lange Tod des Stuntman Cameron (The Stunt Man)
- 1980: Von Küste zu Küste (Coast to Coast)
- 1981: Ist das nicht mein Leben? (Whose Life Is It Anyway?)
- 1982: Six Pack